# 入船亭扇橋
入船亭 扇橋（いりふねていせんきょう）は、落語家の名跡。当代は十代目。
初代から七代目まで船遊亭扇橋と名乗っており、系統から代々「音曲噺」「都々逸」を得意としていた。八代目から系統が変わり亭号も入船亭とした。初代扇橋を祖とする一門は扇派と呼ばれ、春風亭や柳家などのいわゆる柳派もこの一門から派生している。
- 十代目入船亭扇橋 - 当該項目にて記述

## 初代
初代 船遊亭 扇橋（生年月日不詳 - 文政12年4月13日（1829年5月15日））は、落語家。俗称は鉄五郎。
初代三笑亭可楽の弟子で、いわゆる「可楽十哲」の一人。音曲噺の祖である。
生まれは奥平家家臣の武家であった。芸人としては初めは常盤津の太夫になり3代目常磐津兼太夫の門下で2代目常磐津若太夫と名乗っていたという。文化6年（1809年）に初めて寄席に出たというが、この時から可楽門下で船遊亭扇橋と名乗っていたかどうかは明らかではないが、扇橋以外の名を名乗ったという記録は残っていない。可楽門下の里楽の弟子だったのが、その後可楽の直門になったという説もある。
法名は「広誉扇橋居士」、墓所は深川浄心寺。
浄瑠璃のさまざまな太夫の節調を語り分けるのに優れていたという。

### 弟子
初代扇橋を祖とする一門は扇派と呼ばれる。
- 初代都々逸坊扇歌
- 初代土橋亭里う馬
- 2代目船遊亭扇橋
- 初代鯉昇亭栄橋
- 初代麗々亭柳橋
- 初代鼠遊亭鉄扇
- 3代目司馬龍生
- 初代山松亭圓喬
- 船遊亭志ん橋
- 船遊亭扇昇

など

## 2代目
2代目 船遊亭 扇橋（天明6年（1786年）（算出） - 文久元年（1861年）（算出））は、落語家。本名は鈴木 十蔵。
藪下（または千駄木）の茶漬茶屋の倅とも、初代の弟ともいわれる。最初は並木吾市という名の狂言作家で並木五瓶の弟子筋の流れを汲むものと思われる。初代扇橋の門下で船遊亭新橋、扇蝶、初代入船扇蔵を経て、師匠の死後の（文政12年）1829年？に2代目扇橋を襲名した。
天保12年、門下の2代目扇蔵に扇橋の名跡を譲り、陸奥へ遊歴の旅に出発する。後に巡行記の『奥のしをり』を著した。また、落語史研究の資料として重宝されている『落語家奇奴部類』（弘化5年）の著者としても知られる。落語家奇奴部類には自らの名を「語仏老人 扇翁」としている。
また俳諧や狂歌に長けており、書の中で「東都落語ノ作者」と称している。
享年は75といわれる。
弟子は2代目米蔵、5代目、6代目扇橋、初代入船萬蔵らがいた。

## 3代目
3代目 船遊亭 扇橋（生没年不詳）は、落語家。本名は山高 鉄三郎といわれる。
江戸の生まれ、文政時代から2代目扇橋の門下で入船扇童、扇之助、2代目扇蔵を経て天保12年（1841年）には3代目扇橋を襲名。番付類には嘉永中期まで見え嘉永末には宇都宮で死去したという。

## 4代目
4代目 船遊亭 扇橋（生没年不詳）は、落語家。俗称（または幼名）は庄太郎（または昌太郎）。
初代五明楼玉輔の実子。天保初年ころ？から2代目扇橋の門下で扇風から初代立川扇太郎を経て4代目扇橋を襲名。1858年には歌舞伎役者の4代目市川小團次（初名：市川米蔵）の縁故から初代入船米蔵となる。明治元年ころ（1868年ころ）没したという。
弟子は3代目扇歌、2代目春風亭柳朝らがいた。

## 5代目
5代目 船遊亭 扇橋（生没年不詳）は、落語家。本名不詳。
4代目扇橋の門下で扇吉から入船萬蔵、船遊亭志ん橋を経て5代目扇橋を襲名。歌舞伎俳優3代目市川市蔵などの声色で売り出していた。
若手真打時代には三遊亭圓朝と競い合うなど人気者だったが嘉永期以降番付類には見られず、没年も不詳。

## 6代目
6代目 船遊亭 扇橋（生年月日不詳 - 1882年）は、落語家。本名は千葉 音蔵。
弘化時代？に初代司馬龍斎門下で語遊となり、師の存命中に2代目龍斎、2代目三遊亭圓生門下で3代目竹林亭虎生となり、再び初代龍斎門下で露野五郎治、4代目扇橋門下で2代目扇太郎を経て6代目扇橋を襲名。晩年は初代五明楼松玉となる。怪談噺が得意だった。向柳原に妻竹本浪志摩と住んでいた。息子は竹本手遊太夫である。1882年に向柳原で死去。
弟子に3代目扇太郎、4代目扇太郎、講談の2代目両面舎扇玉、2代目五明楼松玉、五明楼松橋（後の初代春風亭年枝、本名：松岡唯吉）、米蔵（「ガンモドキ」）などがいる。

## 7代目
7代目 船遊亭 扇橋（1848年1月 - 1890年9月26日）は、落語家。本名は清水 栄蔵。俗に「薪屋の扇橋」という。
明治極初期に3代目麗々亭柳橋門下で2代目春風亭柳好を経て1879年ころ？7代目扇橋を襲名した、1889年？船遊亭團扇と名乗って、若松町で薪屋を兼業し始めた。

## 8代目
8代目 入船亭 扇橋（慶応元年5月27日（1865年6月20日） - 昭和19年（1944年）10月8日）は、落語家。本名は進藤 大次郎。俗に「宗匠の扇橋」という。
呉服屋で奉公していたころ、主人が芸事好きだった影響を受けて、天狗連の流しで役者の声色などで笑いをとっていた。そのうち談笑（3代目古今亭志ん生）の余興を手伝いをしたりした後、1882年2代目滝川鯉かんの下に入門し、鯉三となる。しかしこの鯉三の見抜いた鯉かんによって翌年初代春錦亭柳桜（3代目麗々亭柳橋）の下に連れて行き、その長男の4代目麗々亭柳橋の門下に入ることとなった。初代柳桜・柳橋から落語を教わったほか、6代目桂文治から芝居噺を学び、後にこれを演じた。
1888年12月には瀧川鯉橋を襲名し、寄席4軒掛け持ちするような人気者になる。1894年3月には3代目春風亭柳枝の門下で枝橋となり、1897年10月4代目春風亭柏枝で真打に昇進し、1905年12月に8代目入船亭扇橋を襲名。
著書には『杉戸のかげ』『昔の芸道修行』『回顧五十年』などがある。他にも数十席の速記を残している。
3代目柳亭燕枝は息子、弟子に9代目土橋亭里う馬。1944年に死去。享年80。

## 9代目
九代目 入船亭 扇橋（いりふねてい せんきょう、1931年5月29日 - 2015年7月10日）は、東京都青梅市出身の落語家。本名∶橋本 光永。出囃子は『俄獅子』。

### 経歴
埼玉県立飯能高等学校中退後、職を転々。流行していた浪曲にあこがれ、弟子入りするも師匠に落語を薦められる。
1957年12月、26歳の時に八代目三笑亭可楽の「笠碁」を聴いたことで落語のファンになり三代目桂三木助に入門。翌年、桂木久八で初高座。1961年1月に師匠三木助が死去、五代目柳家小さん門下へ移籍。
1961年5月、桂文平と共に二ツ目昇進。木久八にちなみ柳家さん八と改名。
1970年3月、真打昇進。九代目入船亭扇橋襲名。
1975年4月に柳家小三治、桂文朝と共に「三人ばなし」スタート。（～1997年8月まで)
1981年、落語を題材にした映画『の・ようなもの』に「出船亭扇橋」役で出演。
1982年に文化庁芸術祭大賞を、1983年芸術選奨新人賞大衆芸能部門を受賞。1989年には映画『キッチン』に出演した。
2011年8月に脳梗塞で倒れ、意識不明の寝たきりで胃ろうをしていた。2015年7月10日、呼吸不全のため死去。84歳没。戒名は「徳圓光澤信士」。墓所は安楽寺（青梅市）に所在している。

### 芸歴
- 1957年12月 - 三代目桂三木助に入門。
- 1958年5月 - 前座名「木久八」を名乗る。
- 1961年
  - 1月 - 三木助没後、五代目柳家小さん門下へ移籍。
  - 5月 - 二ツ目昇進、「さん八」と改名。
- 1970年3月 - 真打昇進、「九代目入船亭扇橋」を襲名。

### 役職
- 1970年 - 落語協会理事
- 2010年 - 落語協会相談役

### 人物
10代のころから俳句を嗜み「光石」の俳号を持つ俳人でもあり「東京やなぎ句会」の宗匠、俳人協会の会員でもあった。
当代屈指の古典落語の実力派として評価が高く、長らく主要ホール落語会や寄席の主任の常連であった。抑揚を抑え淡々とした語り口からの人物・場面描写にすぐれ、人情噺を中心に真価を発揮した。一方で飄々としたとりとめのない長いマクラも持ち味であり、ライバルかつ無二の親友である十代目柳家小三治は“マクラの小三治”とまで称される自らのマクラの長さについて扇橋の影響が大きいと述懐している。
薬王寺第22世住職・光史は従兄弟にあたる。
1970年に真打となったが、当時の落語協会会長だった六代目三遊亭圓生は非常に芸に厳しい人物であり、会長在任中は六代目三遊亭圓窓、十代目柳家小三治、扇橋（昇進順）の3名しか真打にしなかった。圓生は門下ではなかったにもかかわらず、扇橋を大変かわいがり、噺の稽古をつけてくれるだけでなく、たびたび地方の公演にも前座として帯同させてくれたという。真打昇進時には新品の袴を贈られてもいる。いくら目出度い真打昇進とはいえ他門の弟子に高額な袴を贈ることはほとんど例がなく、これには扇橋本人だけでなく、師匠の五代目柳家小さんも驚いていたという。

### 逸話
歌手の島倉千代子の大ファンとしても知られており、彼女が乳がんの手術をした時は電話で勇気づけ、扇橋夫人の許可を得て島倉の使用済のブラジャーを貰いうけたというエピソードがある。

### 弟子
- 入船亭扇遊 - 惣領弟子
- 入船亭扇海
- 三代目入船亭扇蔵
- 二代目入船亭扇好
- 入船亭扇治
- 入船亭扇辰
- 入船亭扇里

#### 系図
| 九代目入船亭扇橋† | 九代目入船亭扇橋† | 九代目入船亭扇橋† | 九代目入船亭扇橋† | 九代目入船亭扇橋† | 九代目入船亭扇橋† |  |  | 入船亭扇遊        | 入船亭扇遊 | 入船亭扇遊 | 入船亭扇遊 | 入船亭扇遊 | 入船亭扇遊 |  |  | 四代目入船亭扇蔵 | 四代目入船亭扇蔵 | 四代目入船亭扇蔵 | 四代目入船亭扇蔵 | 四代目入船亭扇蔵 | 四代目入船亭扇蔵 |
| 九代目入船亭扇橋† | 九代目入船亭扇橋† | 九代目入船亭扇橋† | 九代目入船亭扇橋† | 九代目入船亭扇橋† | 九代目入船亭扇橋† |  |  | 入船亭扇遊        | 入船亭扇遊 | 入船亭扇遊 | 入船亭扇遊 | 入船亭扇遊 | 入船亭扇遊 |  |  | 四代目入船亭扇蔵 | 四代目入船亭扇蔵 | 四代目入船亭扇蔵 | 四代目入船亭扇蔵 | 四代目入船亭扇蔵 | 四代目入船亭扇蔵 |
|                   |                   |                   |                   |                   |                   |  |  |                   |            |            |            |            |            |  |  | 入船亭遊京       |                  |                  |                  |                  |                  |
|                   |                   |                   |                   |                   |                   |  |  |                   |            |            |            |            |            |  |  |                  |                  |                  |                  |                  |                  |
|                   |                   |                   |                   |                   |                   |  |  |                   |            |            |            |            |            |  |  | 入船亭扇太       |                  |                  |                  |                  |                  |
|                   |                   |                   |                   |                   |                   |  |  |                   |            |            |            |            |            |  |  |                  |                  |                  |                  |                  |                  |
|                   |                   |                   |                   |                   |                   |  |  |                   |            |            |            |            |            |  |  | 入船亭扇七       |                  |                  |                  |                  |                  |
|                   |                   |                   |                   |                   |                   |  |  |                   |            |            |            |            |            |  |  |                  |                  |                  |                  |                  |                  |
|                   |                   |                   |                   |                   |                   |  |  | 入船亭扇海†       |            |            |            |            |            |  |  |                  |                  |                  |                  |                  |                  |
|                   |                   |                   |                   |                   |                   |  |  |                   |            |            |            |            |            |  |  |                  |                  |                  |                  |                  |                  |
|                   |                   |                   |                   |                   |                   |  |  | 三代目入船亭扇蔵† |            |            |            |            |            |  |  |                  |                  |                  |                  |                  |                  |
|                   |                   |                   |                   |                   |                   |  |  |                   |            |            |            |            |            |  |  |                  |                  |                  |                  |                  |                  |
|                   |                   |                   |                   |                   |                   |  |  | 二代目入船亭扇好  |            |            |            |            |            |  |  |                  |                  |                  |                  |                  |                  |
|                   |                   |                   |                   |                   |                   |  |  |                   |            |            |            |            |            |  |  |                  |                  |                  |                  |                  |                  |
|                   |                   |                   |                   |                   |                   |  |  | 入船亭扇治        |            |            |            |            |            |  |  |                  |                  |                  |                  |                  |                  |
|                   |                   |                   |                   |                   |                   |  |  |                   |            |            |            |            |            |  |  |                  |                  |                  |                  |                  |                  |
|                   |                   |                   |                   |                   |                   |  |  | 入船亭扇辰        | 入船亭扇辰 | 入船亭扇辰 | 入船亭扇辰 | 入船亭扇辰 | 入船亭扇辰 |  |  | 十代目入船亭扇橋 | 十代目入船亭扇橋 | 十代目入船亭扇橋 | 十代目入船亭扇橋 | 十代目入船亭扇橋 | 十代目入船亭扇橋 |
|                   |                   |                   |                   |                   |                   |  |  | 入船亭扇辰        | 入船亭扇辰 | 入船亭扇辰 | 入船亭扇辰 | 入船亭扇辰 | 入船亭扇辰 |  |  | 十代目入船亭扇橋 | 十代目入船亭扇橋 | 十代目入船亭扇橋 | 十代目入船亭扇橋 | 十代目入船亭扇橋 | 十代目入船亭扇橋 |
|                   |                   |                   |                   |                   |                   |  |  |                   |            |            |            |            |            |  |  | 入舟辰乃助       |                  |                  |                  |                  |                  |
|                   |                   |                   |                   |                   |                   |  |  |                   |            |            |            |            |            |  |  |                  |                  |                  |                  |                  |                  |
|                   |                   |                   |                   |                   |                   |  |  |                   |            |            |            |            |            |  |  | 入船亭辰ぢろ     |                  |                  |                  |                  |                  |
|                   |                   |                   |                   |                   |                   |  |  |                   |            |            |            |            |            |  |  |                  |                  |                  |                  |                  |                  |
|                   |                   |                   |                   |                   |                   |  |  | 入船亭扇里        |            |            |            |            |            |  |  |                  |                  |                  |                  |                  |                  |
|                   |                   |                   |                   |                   |                   |  |  |                   |            |            |            |            |            |  |  |                  |                  |                  |                  |                  |                  |

### 廃業
- 入船亭扇よう

### 作品

#### 映画
- の・ようなもの（1981年、日本ヘラルド映画、森田芳光監督）- 出船亭扇橋 役
- 小三治 (2009年、ドキュメンタリー映画『小三治』上映委員会＝オフィス・シマ/ヒポコミュニケーションズ、康宇政監督）

#### DVD
- NHK-DVD落語名作選集 入船亭扇橋 九代目（ユニバーサル・インターナショナル）

#### 著書・関連書籍
- 扇橋歳時記 - しあはせは玉葱の芽のうすみどり（新しい芸能研究室、1990年11月）
- 友あり駄句あり三十年 - 恥多き男づきあい春重ね（東京やなぎ句会・編集、日本経済新聞社、1999年3月）
  - 入船亭扇橋、柳家小三治、江國滋、大西信行、三田純市、桂米朝、永井啓夫、矢野誠一、永六輔、神吉拓郎、小沢昭一、加藤武ほかによる共著。
- 噺家渡世 - 扇橋百景 入船亭扇橋（長井好弘・著、うなぎ書房、2007年7月）

## 10代目
十代目入船亭扇橋（いりふねていせんきょう）は、日本の落語家。落語協会所属。出囃子は『いっさいいっさいろん』、紋は『姫蔦』。